# YU grupa

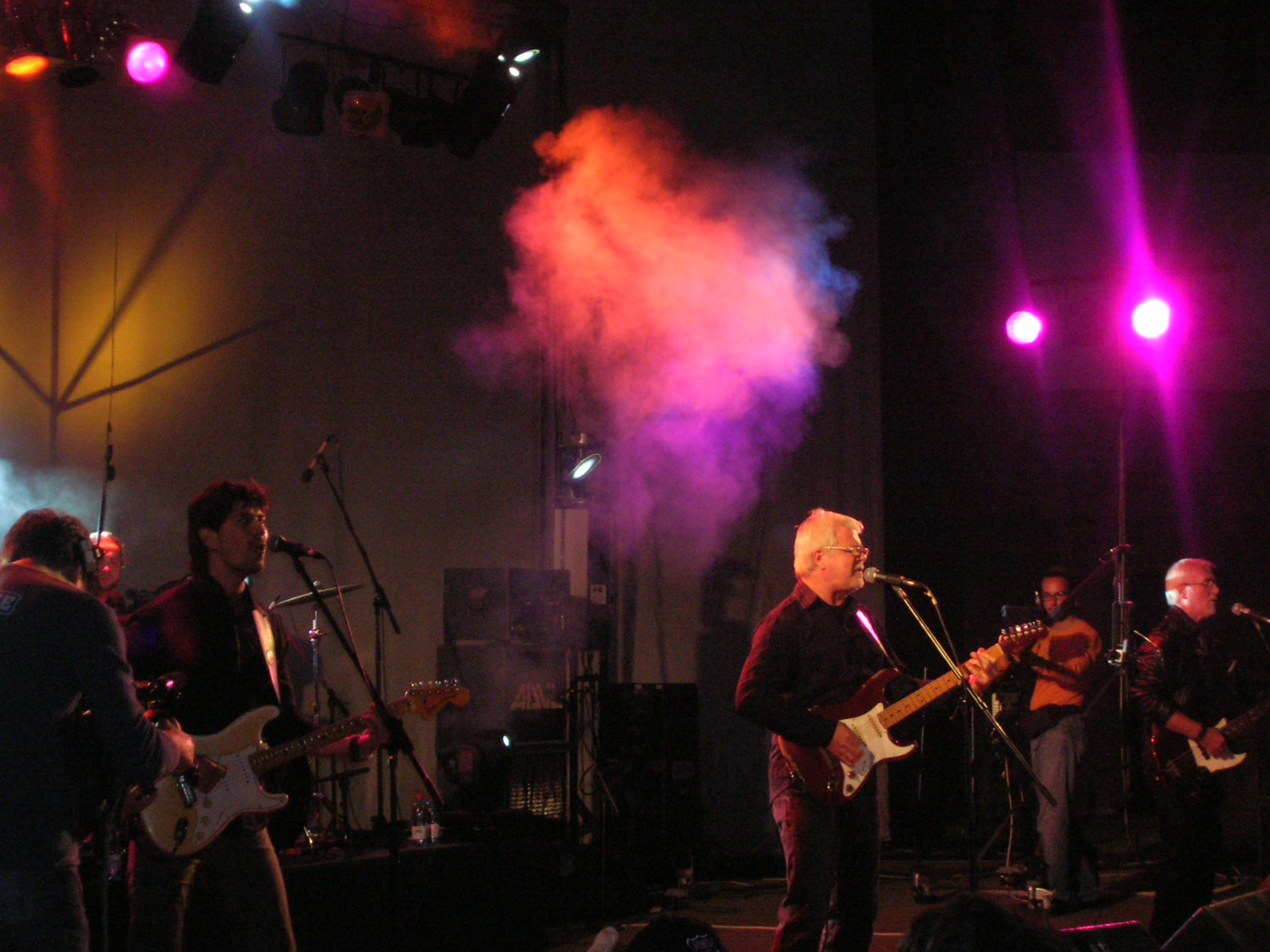
A YU Grupa egy niši fellépésen 2007-ben

A YU grupa egy szerb rockzenekar.

## Története
1970 őszén alakult Belgrádban. Az együttes születésnapját azonban mindig november 29-én ünneplik, mely egyben a Demokratikus Föderatív Jugoszláv Köztársaság megalakulásának évfordulója is. Első dalukat (Nona) még ez év decemberében vették fel. 1973-ban Londonba utaztak, hogy új felszerelést vásároljanak, a CBS Records producerei pedig egy koncertet szerveztek számukra. Készítettek pár demófelvételt is a CBS stúdiójában, azonban mivel Jugoszláviában ekkor már nagy népszerűségnek örvendtek, mégsem éltek a lehetőséggel, hogy Angliában is karriert csinálhassanak. Hazatérésük után jelent meg első nagylemezük. 1977-ben a Szovjetunióban jártak koncertturnén, melynek során 64 koncertet adtak. 1981-ben leégett a teherautójuk a felszerelésük egy részével, melynek alkalmával Žika Jelić is megsérült, ezt követően egy időre felfüggesztették működésüket. Goran Bregović később javasolta Jelić fivéreknek, hogy újból állítsák össze az együttest, amelyre végül 1987-ben került sor.

## Tagok
- Dragi Jelić - vokál, gitár
- Žika Jelić - basszus, vokál
- Miodrag Okrugić Mive - orgona (1970-71)
- Velibor Bogdanović Boka - dob (1970-72, 1987-89)
- Miodrag-Bata Kostić - gitár (1971-72, 1973-75, 1978-92)
- Ratislav Đelmaš Raša - dob (1972-76, 1990-97)
- Dragan Micić - dob (1976-78)
- Nedžat Maculja - gitár (1976-78)
- Dragoljub Đuričić - dob (1978-81)
- Dragan Janković - billentyűsök (1978-81)
- Petar Jelić - gitár, vokál, 1992-től)
- Igor Malešević - dob (2005-től)

## Albumaik

### Kislemezek
- "Nona" / "Tatica" (PGP RTB, 1971)
- "Bio jednom jedan pas" / "Mali medved" (Jugoton, 1972)
- "U tami disko kluba" / "Kosovski božuri" (Jugoton, 1972)
- "Šta će meni vatra" / "Spusti glavu" (Jugoton, 1973)
- "Drveni most" / "Živi pesak" (Jugoton, 1974)
- "Sama" / "Trka" (Jugoton, 1975)
- "Osveta" / "Oprosti ljubavi" (Jugoton, 1976)
- 3 do 6 / "Tačno u podne" (Jugoton, 1976)
- Opasno / "Budi sa mnom" (Jugoton, 1978)
- Identitet / "Ideš mi na nerve" (Jugoton, 1979)

### Nagylemezek
- "YU grupa" (Jugoton, 1973)
- "Kako to da svaki dan?" (Jugoton, 1974)
- "YU grupa" (Jugoton, 1975)
- "YU zlato" ("YU gold") (Jugoton, 1976)
- "Među zvezdama" (Jugoton, 1977)
- "Samo napred..!" (PGP RTB, 1979)
- "Od zlata jabuka" (ZKP RTLJ, 1987)
- "Ima nade" (PGP RTB, 1988)
- "Tragovi" (PGP RTB, 1990)
- "Rim" (PGP RTS, 1995)
- "Dugo znamo se" (PGP RTS, 2005)
- "Evo stojim tu" (PGP RTS, 2016)